# Joseph Beer
Pour les articles homonymes, voir Beer.
Cet article concerne le compositeur. Pour le clarinettiste, voir Johann Joseph Beer.
Joseph Beer (prononcé en allemand : [ˈjoːzəf ˈbeːɐ]), né le 7 mai 1908 à Gródek et mort à Nice le 23 novembre 1987 est un compositeur autrichien, principalement d'opérettes, comédies musicales et d'opéras.
Beer a eu du succès au début des années 1930 à Vienne et en Europe avec deux opéras, Der Prinz von Schiras et Polnische Hochzeit. Beer, qui est juif, fuit l'Autriche en 1938 pour la France alors que sa famille reste en Pologne. Il continue de composer de nouvelles œuvres jusqu'à la fin de sa vie et sa musique est encore jouée en Scandinavie jusqu'en 2000.

## Biographie

### Les débuts
Fils d'un riche banquier, Joseph Beer naît en 1908 et a passé une enfance heureuse dans la ville alors autrichienne, sous les Habsbourg de Lemberg (plus tard, Lvov en Pologne, et actuellement Lviv en Ukraine). Il a deux frères et sœurs, Joachim, son aîné d'un an et une petite sœur, Suzanne, cadette de quatre ans.
Alors que son père est strict sur la discipline, sa mère est douce et gâte secrètement ses enfants. Joseph lui est totalement dévoué et elle restera pour lui une source constante de soutien moral et d'inspiration.
À sept ans, il invente son propre système de notation musicale. À treize ans, il passe la plupart de ses nuits à composer de la musique. Pendant ses études secondaires, il entre au Conservatoire de Lvov.
Après ses études à l'école secondaire, malgré l'insistance de son père pour qu'il devienne un avocat, il est déterminé à être compositeur. Après avoir terminé une année à l'école de droit pour faire plaisir à son père, il persuade sa famille de lui permettre d'aller à Vienne (alors la capitale mondiale de la musique) et de passer une audition à l'Académie de musique et des arts du spectacle de Vienne ((de) Hochschule für Musik). Quoiqu'il soit juif, Beer est non seulement admis mais est autorisé à passer les quatre premières années. Il entre directement dans la classe de composition du maître renommé Joseph Marx. À ce moment, son père est complètement conquis. Il installe Joseph dans un appartement de deux chambres dans le centre de Vienne avec son propre piano à queue !  Il ne se doute pas alors qu'en quittant sa ville natale, il échappe au massacre des 110 000 Juifs du ghetto de Lvov pendant la Shoah. Il est diplômé de la Hochschule für Musik en 1930 avec tous les honneurs.
Beer rejoint alors la compagnie de ballet viennoise de Rainer Simons comme répétiteur des chœurs et chef d'orchestre. Il fait de nombreuses tournées à succès avec la compagnie en Autriche et au Moyen-Orient. Lors de ces voyages, il rencontre le célèbre librettiste Fritz Löhner-Beda, qui est tellement impressionné qu'il devient son agent. Leur première collaboration, avec la participation d'un autre librettiste, Ludwig Herzer, est  l'opérette  Der Prinz Von Schiras, créée en 1934. Le succès est tel que l’œuvre est reprise dans toute l'Europe, à Vienne (Theater an der Wien), Salzbourg, Varsovie (Grand Théâtre), Madrid (Teatro Fontalba) et Stockholm, entre autres. Elle est largement diffusée à la radio et est souvent enregistrée. Elle part même en tournée en Amérique du Sud avec la compagnie dirigée par Luis Calvo.
En 1937, sa deuxième opérette, Polnishe Hochzeit sur un livret d'Alfred Grünwald et Fritz Löhner-Beda, obtient, lors de sa première également à Zurich, encore plus de succès. L’œuvre est jouée sur plus de 40 scènes et est traduite en huit langues. Avec ce succès, la réputation du jeune compositeur est à la hausse. Collègues et critiques considèrent qu'il est un des plus grands compositeurs de sa génération. Il est apprécié des chanteurs d'opéra qui apprécient son écriture habile. Le public se presse avec enthousiasme dans les salles entendre la musique de Joseph Beer. Polnishe Hochzeit est désormais programmé dans le monde entier, y compris au Théâtre du Châtelet à Paris, avec en vedette le célèbre couple Jan Kiepura et Marta Eggerth. Des projets sont prévus à l'Opéra de Rome et à New York, entre autres, tandis que de retour à Vienne, le ténor Richard Tauber est pressenti pour l'interpréter. À quelques années de sa sortie du Conservatoire, Joseph Beer peut déjà prétendre à un très bel avenir.

### Les années de guerre
Mais en 1938, c'est l'Anschluss. Les nazis sont au pouvoir en Autriche. Un an seulement après la création de Polnische Hochzeit, le nom de Joseph Beer est retiré des listes du Theather an der Wien. Bientôt, les  œuvres du « Juif Beer » sont interdites. Il doit fuir le pays pour sauver sa vie. Avec une recommandation du directeur du Théâtre du Châtelet, il obtient un visa du gouvernement français. Il quitte Vienne avec deux valises. À Paris, il vit dans une chambre d'hôtel, adaptant des œuvres instrumentales pour orchestre. Il accepte une commande d'un chef d'orchestre de l'Opéra de Zurich de lui écrire un opéra qui serait créé à Zurich sous le nom de ce dernier. En trois semaines, il écrit, sans piano, un opéra, y compris toutes les parties vocales et orchestrales. La première audition a lieu au cours d'une émission de radio de l'Opéra de Zurich. 
En 1940, les Allemands occupent Paris. Joseph Beer rejoint son frère à Nice, en zone d'occupation italienne. Il y reste pendant toute la durée de la guerre. Il continue à composer, la plupart du temps sans piano, des pièces pour des orchestres locaux, parfois pour d'autres qui la signent. C'est aussi pendant cette période qu'il compose sa troisième œuvre majeure, Stradella in Venedig, un « opéra commedia dell arte », inspirée de la vie tragique du célèbre compositeur du XVIIe siècle. Cette œuvre est tout à fait différente stylistiquement de ses deux premières.
À la mi-1942, les nazis terminent leur conquête de la France. Beer se résout à vivre dans la clandestinité. Jusqu'en 1942, il avait essayé de rester en contact avec sa mère, son père et sa jeune sœur pris au piège dans Lvov. Il a utilisé la quasi-totalité de ses maigres revenus pour leur envoyer de l'argent et des colis. Apparemment, ils n'en ont reçu que très peu, sinon rien. Les quelques lettres qu'il reçoit d'eux sont déchirantes. La famille a été expulsée de leur maison et parquée dans le ghetto de Lvov, dans des conditions de vie épouvantables : ils doivent chercher des restes de nourriture dans les poubelles.
L'un des derniers messages reçus par Joseph est de son père dans lequel celui-ci écrit: « Du bist mein selige Traum » (Tu es mon beau rêve), faisant allusion au célèbre aria du tout premier opéra de son fils. Il recommande de ne plus envoyer de colis ou des lettres ( « ils me mettent en danger »). Le père, Uri Isidore Beer, la mère Amalie Esther Malka et la jeune sœur Suzanne ont tous péri à Auschwitz.

### L'Après-guerre
Après la guerre, profondément affecté par la mort de ses proches, Joseph Beer ne renoue pas avec le succès. Beaucoup de ses anciens collaborateurs ont été tués, comme le célèbre librettiste Löhner-Beda qui est mort à Auschwitz. Il refuse de travailler avec d'anciens nazis. Dans la décennie qui a suivi la guerre, à plusieurs occasions, des administrateurs et les agents d'opéra lui proposent des commandes qu'il décline poliment. Il vit  désormais de plus en plus solitaire et aigri. Le succès ne l'intéresse plus.
Malgré sa réticence, certaines œuvres sont toutefois représentées. Polnische Hochzeit continue d'être monté en Scandinavie jusqu'en 1982, sans son consentement ou sa coopération. Il sera joué jusqu'en 2002, souvent sous le titre alternatif de Masurkka.
En 1946, il compose Ave Maria, une cantate pour solistes, chœur mixte et orgue, créée à la Basilique Notre-Dame de Nice avec la soprano autrichienne Lotte Schöne et le ténor Enzo Seri.
Stradella in Venedig, l'opéra composé en cachette pendant la guerre, est créé à l'Opéra de Zurich en 1949, avec une critique unanimement favorable. Le livret est adapté en français par le célèbre dramaturge français et membre de l'Académie française André Roussin.

### Nice: les années de maturité
À partir de cette époque, Joseph Beer compose dans la solitude. Il travaille sans relâche, prenant rarement un jour de congé, et souvent tard dans la nuit. Il affine constamment son art, retravaillant chaque pièce sans relâche, toujours à la recherche de plus de perfection dans l'expression musicale. Il est aidé par son épouse Hanna, une jeune réfugiée juive de Munich qu'il a rencontré à Nice après la guerre, et qui, des années plus tard, lui donnera deux filles  : Suzanne Beer, artiste et philosophe et Béatrice Beer, chanteuse d'opéra de renommée internationale émigrée à Philadelphie, Pennsylvanie (États-Unis). Pendant quarante ans, Hanna sera sa dactylo, son unique collaboratrice, son seul critique.
Beer compose sans cesse prenant rarement des vacances avec sa famille. Il prend du temps cependant pour la recherche scientifique. En 1966, il a obtient un doctorat en musicologie de l'Université de la Sorbonne, sous la direction de l'éminent philosophe et musicologue français, Vladimir Jankélévitch. Son sujet de thèse est : « L'évolution du style harmonique dans l’œuvre de Scriabine ». Il a reçu les plus grands honneurs mention « Très honorable et félicitations du jury ». Jankélévitch lui offre de faire publier la thèse avec une préface rédigée par lui. Beer refuse. Il n'a qu'une passion: la composition.
Au fil des années, des propositions visant à adapter ses opéras à la scène française viennent de librettistes français de premier plan, y compris l'un des paroliers de Maurice Ravel, Léopold Marchand, le librettiste d'Arthur Honegger, d'Albert Willemetz, et l'un des librettiste de Franz Lehar, Albert Gilbert. Tous étaient des partisans enthousiastes du compositeur.
Beer, cependant, reste un solitaire endurci, mais il continue à composer tous les jours jusqu'à son décès le 23 novembre 1987.
Il laisse derrière lui un grand nombre d’œuvres dont qu'il a sans cesse révisées et polies jusqu'à la fin.
L'héritage de Joseph Beer comprend entre autres deux opéras, La Polonaise et Mitternachtssonne, qui sont l'aboutissement d'une vie consacrée  à la composition.

## Œuvres

### Œuvres de jeunesse
(Les partitions de ces œuvres ont été perdues)
- Orchestration des ballades pour piano de Brahms (vers 1922)
- Variations  sur un thème de Corelli pour violon et clarinette (vers 1930-32)
- Sonate pour violoncelle et clarinette (vers 1930-32)
- Pièce de musique de chambre pour hautbois et clarinette (vers 1930-32)
- Waltz Silhouettes, ballet symphonique (vers 1930-32)
- Triptyque: Spiritual, Lullaby, Dance, suite (vers 1930-32)

### Œuvres lyriques
- Der Prinz Von Schiras. Opéra-comique en trois actes et cinq tableaux. Livret et lyrics de Fritz Löhner-Beda et Ludwig Herzer (1934)
- Polnishe Hochzeit. Opéra-comique en trois actes et cinq tableaux.Livret et lyrics de Fritz Löhner-Beda et Ludwig Herzer (1937)
- Nadel und Spirn. Opéra-comique, « légende urbaine » en 8 tableaux. Livret et paroles de Paul Frank et Fritz Löhner-Beda (1937)
- Ave Maria (1946). Cantate pour solistes, chœur mixte et orgue
- Stradella in Venedig . Opéra Commedia dell arte et 7 tableaux et un interlude (1949)
- La Polonaise, Opéra-comique en trois actes, cinq tableaux et un prologue (vers 1977). Jamais publié, jamais joué sur scène.
- Mitternachtssonne. Opéra-comique en cinq tableaux, deux interludes et un prologue (vers 1987). Jamais publié, jamais joué sur scène.